# Douglas (Chicago)
Pour les articles homonymes, voir Douglas.

Situation de Douglas dans la ville de Chicago

Douglas est l'un des 77 secteurs communautaires de la ville de Chicago aux États-Unis. Dans ce secteur se trouve le quartier de Bronzeville.

## Lieux remarquables
- Bronzeville
- Ida B. Wells-Barnett House
- Victory Monument